# 登山运动

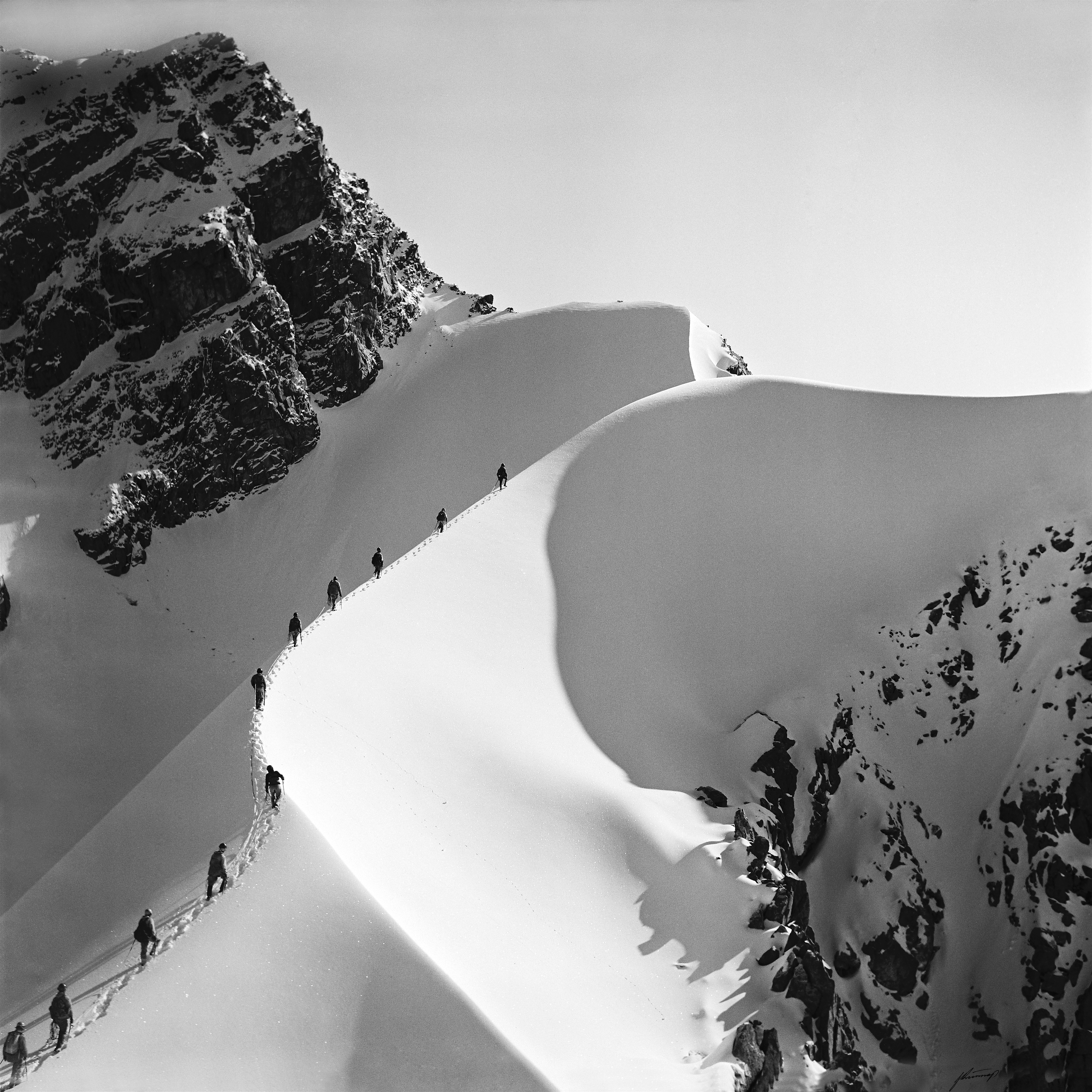
正在按序登上俄罗斯高加索山脉的登山者。

登山运动（Mountaineering）是以攀登至顶峰为目标的运动，广义的登山运动不限制所登山岳的高度、攀登的方式、使用的器材等等，而狭义的登山运动则指利用专门的装备和技术攀登一定海拔範圍的山峰。

## 历史

### 起源
登山运动的起源难以考证。人类在其生产生活活动中不可避免地需要翻越山脉，而且在文明发展到一定程度后，到高处欣赏景色，开阔眼界，也成为一种令人愉悦的活动。1336年4月26日，彼特拉克和他的兄弟以及另外两个同行者爬到了旺度山的山顶（1,909米）。他记述了这次旅行，很久以后他把它写成一封信给他的朋友Dionigi di Borgo San Sepolcro。在那时，登山本身没有其他原因是很罕见的。因此1336年4月26日被认定为“登山运动”的诞辰日，他本人也被称为“登山运动之父”。中国古代的“登高”传统就可以看做是这样的一种活动。
现代的登山运动，国际上一般认为起源于18世纪后期的欧洲。1760年，瑞士物理学家霍勒斯-本笃·索绪尔为了研究高山植物，出重金悬赏登顶阿尔卑斯山脉最高峰勃朗峰或提供攀登路线的人，但是一直无人问津。直到1786年，一位叫帕卡德的医生和当地采石工人巴尔玛一起登上了勃朗峰。次年8月，由巴尔玛做嚮導，霍勒斯-本笃·索绪尔亲自率领一支20多人的登山队登顶勃朗峰，证实了一年前的首攀。这一事件被视为现代登山运动诞生的标志，1786年也被认为是登山运动的诞生之年。

### 发展[2]
19世纪，登山运动得到迅猛发展。特别是1854年至1865年这段时间，阿尔卑斯山地区的登山运动发展迅猛。这期间人类登顶了阿尔卑斯山地区所有的4000米以下的高峰。1857年在英国伦敦成立了世界上第一家登山组织--登山俱乐部。1865年，一支登山队登上了当时被认为无法登顶的马特洪峰。这一时期被称为登山运动的黄金时期。
19世纪后期，冰斧等攀登工具的出现，进一步提高了人们攀登的能力，扩大了攀登的时间和空间范围。
进入20世纪后，在两次世界大战中，欧洲国家如德国、苏联等国都十分重视山地作战技能和战术，在战后他们的经验使得登山运动又产生了新的发展。新技术的使用使得攀登8000米以上山峰成为可能。
1950年到1964年期间是登山运动发展的另一个重要时期。1950年6月3日，来自法国的毛里斯·赫尔佐格（Maurice Herzog）和路易斯·拉施纳尔在1950年6月3日登上安纳布尔纳峰，人类首次登上8000米以上高峰。这期间人类前后登顶了全部14座8000米以上高峰。这一时期的登山运动开始向几个方向发展：
- 追求攀登高海拔山峰；
- 阿尔卑斯式攀登的复兴和低海拔技术型山峰的攀登；
- 商业登山的出现和向导行业的发展。

## 各地登山活动

### 中国大陆

#### 参与者
中国高校登山团体
- 北京大学山鹰社[4]：成立于1989年4月1日，是中国大陆首家以登山、攀岩为主要活动的学生社团。社团口号是“存鹰之心于高远，取鹰之志而凌云，习鹰之性以涉险，融鹰之神在山巅”。现已发展成为北京大学第一大社团，在全国拥有很高的知名度。
- 清华大学山野社[5]：其前身是清华大学学生科学考察协会，成立于1994年10月13日，2003年5月5日正式更名为清华大学学生山野协会，简称山野协会。

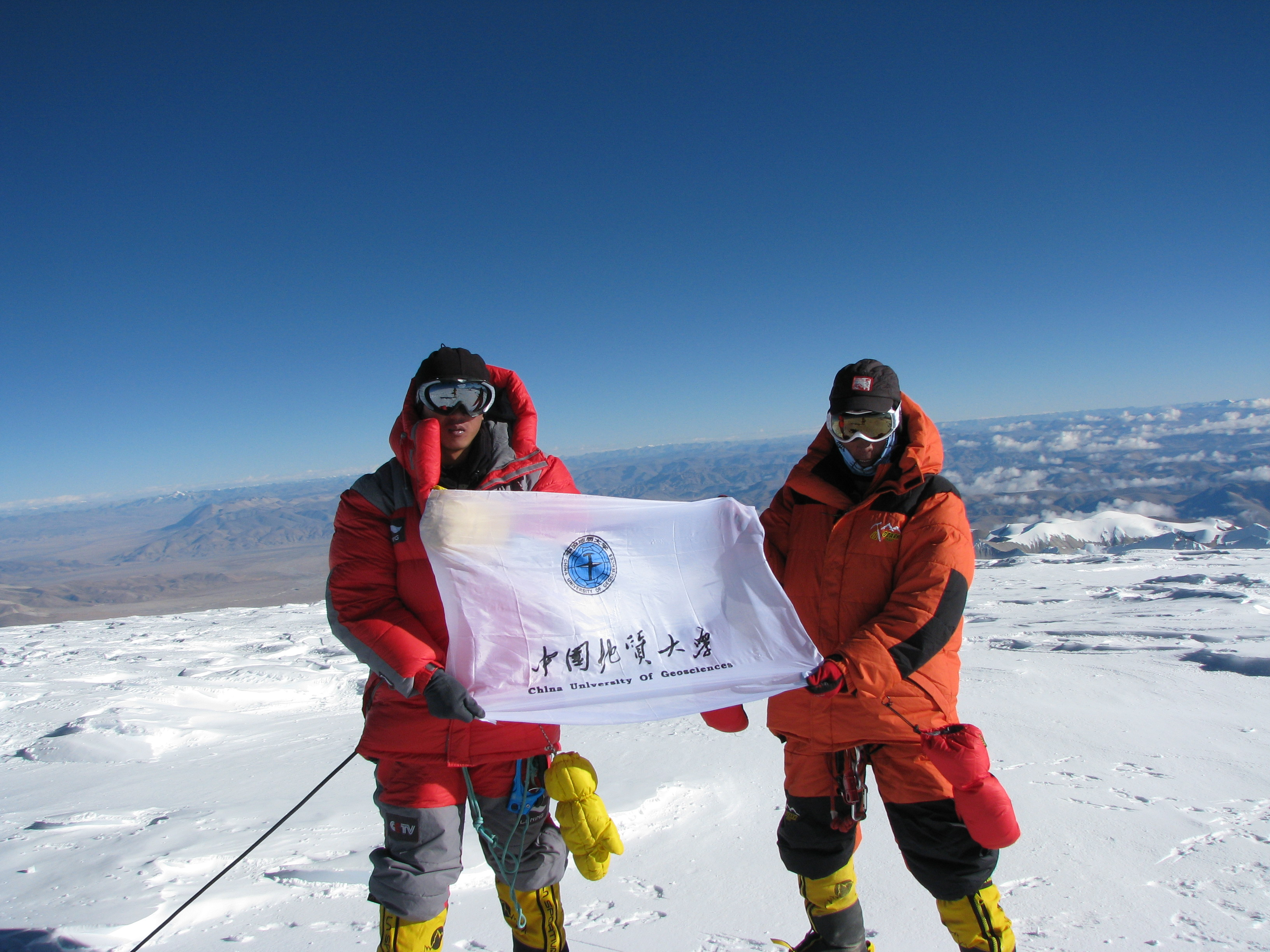
2008年10月2日，中国地质大学（武汉）登山队登顶世界第六高峰---卓奥友峰。

- 中国地质大学登山队：其前身为北京地质学院登山队，创建于1958年，是中国第一支业余登山队。中国地质大学登山队是中国地质大学的官方组织，并非一个学生社团，故登山队培养了一大批优秀职业登山队员，包括李致新、王勇峰，王富洲、次洛等。中国登山协会中很多骨干队员都是从这里走出来的。
- 中国农业大学峰云社：前身为中国农业大学登山社，成立于2003年12月4日，以著名登山家、原国家登山队队长王勇峰为名誉社长。2005年11月25日正式更名为峰云社。
- 北京航空航天大学凌峰社：北航凌峰社成立于2001年6月22日，原名北航攀岩俱乐部，后更名为凌峰社。
- 中国人民大学自游人户外运动协会：成立于2002年9月，人大登山队为其核心组织。
- 厦门大学登山协会[6]：成立于2002年3月16日，是福建首家以登山等户外运动为主体活动的学生社团。
- 北京工业大学峻野登山协会：创建于1997年，其下属的北工大登山队是中国大陆继北大、清华之后的第三支大学生登山队。
- 西南交通大学磐石社：创建于2012年。
- 西安交通大学利涉大川登山社：成立于2009年，前身为登山爱好者团体“绿野游狼”
- 上海交通大学野外生存协会[7]：成立于2002年10月。协会的宗旨是将户外运动介绍给同学，让更多同学体验户外运动的魅力。主要组织徒步、攀岩、定向、登山、攀冰等活动。协会的口号是“行诸山野，立命天地”。

#### 嚮導與教練
目前中國国内培养高山协作和高山嚮導的专业学校有1958年成立的中国登山协会 （页面存档备份，存于），1980年成立的四川登山协会 （页面存档备份，存于），成立于1999年7月10日的西藏登山学校，以及其他地方登山协会。